# Ola John
Ola John (Zwedru, 19 mei 1992) is een in Liberia geboren Nederlands voetballer die bij voorkeur als linksbuiten speelt. John debuteerde in 2013 in het Nederlands voetbalelftal.

## Persoonlijk
John vluchtte als tweejarige met zijn moeder en broers vanuit Liberia naar Nederland. Zijn vader sneuvelde tijdens de Eerste Liberiaanse Burgeroorlog. Tot het jeugd WK in Nigeria waaraan hij in 2009 deelnam, keerde hij niet terug naar het Afrikaanse continent. Net als zijn broers Collins en Paddy kwam Ola terecht in de jeugdopleiding van FC Twente.

## Clubcarrière

### Jeugd
John doorliep de jeugdopleiding van FC Twente. In seizoen 2008/09 werd hij topscorer bij de B-junioren met twintig doelpunten voor onder andere Luc Castaignos, die 19 treffers noteerde. Daarnaast werd hij tweede in de strijd voor beste jeugdspeler van Nederland. Alleen Rangelo Janga verzamelde meer punten. In seizoen 2009/10 speelde John in de A-jeugd van de voetbalacademie. Hij tekende op 17 augustus 2009 een contract voor twee seizoenen bij Twente.

### FC Twente

#### 2010/11
In het bekerduel tegen vv Capelle op 22 september 2010 maakte John zijn officiële debuut voor FC Twente. Hij viel in de 84e minuut in voor Nacer Chadli. Het duel werd met 1-4 gewonnen. Op 18 december 2010 tekende John een contract tot medio 2014 met een optie voor nog een jaar. Ondertussen ging John steeds meer spelen in het eerste. Vaak middels invalbeurten, maar zo nu en dan ook in de basisformatie. Op 13 maart 2011 scoorde hij zijn eerste treffer in Twentse dienst. Een kleine tien minuten voor tijd kopte hij de 2-1 binnen op aangeven van Rosales. Een week eerder was hij met een assist ook al belangrijk voor de ploeg. In totaal speelde hij in zijn eerste seizoen negentien duels en won hij ook de KNVB beker met de club.

#### 2011/12
Onder de nieuwe trainer Co Adriaanse kreeg John in de beginfase van het seizoen veelvuldig speeltijd van de oefenmeester door een blessure van Nacer Chadli. Zo stond hij in het gewonnen duel om de Johan Cruijff Schaal in de basiself. In de thuiswedstrijd tegen AZ was hij belangrijk met de assist op de openingstreffer van Marc Janko. Een paar dagen later was hij als invaller weer belangrijk. Tegen Benfica leverde hij de eindpass af op de gelijkmaker van Bryan Ruiz (2-2). Op 2 oktober tegen Excelsior scoorde hij zijn eerste treffer van het seizoen. Hij opende de score op aangeven van Janko. Uiteindelijk eindigde de wedstrijd in een 2-2 gelijkspel. Op dat moment stond zijn aantal assists voor dat seizoen op zes.

Ik ken nooit angst als ik het veld opstap, ook niet als ik weet dat ik tegenover een fysiek grote of sterke tegenstander kom te staan. Waarom ook? Voor wie moet ik bang zijn dan? Verdedigers zijn eerder bang voor aanvallers dan andersom. Zij weten ook: de jongens voorin zijn vaak de spelers met de extra kwaliteit.
— John in oktober 2011 over zijn zelfvertrouwen in Voetbal International

In december in de uitwedstrijd tegen FC Utrecht was John erg op dreef voor zijn elftal. Nadat hij Peter Wisgerhof in staat stelde de openingstreffer te maken (zijn dertiende assist van het seizoen) scoorde hij zelf de 0-2. Ook de 0-5 kwam van zijn voet. Uiteindelijk won Twente met 2-6 in de Domstad.
In februari 2012 scoorde John, een dag nadat hij voor het eerst bij de voorselectie van het Nederlands elftal zat, zijn eerste Europese treffer voor FC Twente. In het uitduel tegen het Roemeense Steaua Boekarest scoorde hij het enige doelpunt van de wedstrijd middels een fraaie lob. Zijn assisttotaal is dan al opgelopen tot zeventien. In totaal kwam John vijftig duels in actie. Daarin scoorde hij negenmaal en leverde 22 assists. De play-offs waar Twente zich voor plaatste aan het eind van het seizoen moest hij verstek laten gaan wegens een blessure.

### Benfica
Op 24 mei 2012 bereikten FC Twente en SL Benfica een overeenkomst over een overgang van John naar de Portugezen. Sinds de dubbele ontmoeting tussen de twee clubs in seizoen 2011/12 was er interesse van de club. Met de overgang was een bedrag van zo'n negen miljoen euro gemoeid, tot maximaal twaalf miljoen door middel van bonussen. Op 15 mei speelde John de Finale Europa League 2013 met Benfica. In de winterstop van het seizoen 2013/14 verhuurde Benfica hem voor een half jaar aan Hamburger SV, destijds onder leiding van Bert van Marwijk. Op vrijdag 29 mei 2015 nam hij de beslissende treffer voor zijn rekening in de finale van de strijd om de Taça da Liga, waarin Benfica met 2-1 won van CS Maritimo De Portugese club verhuurde hem in september 2015 voor een jaar aan Reading, op dat moment actief in de Championship. In 2017 speelde John een wedstrijd in het tweede elftal van Benfica. Hij scoorde deze wedstrijd eenmaal.
In juli 2018 tekende hij voor drie seizoenen bij Vitória SC.

### RKC
In 2020 keerde Ola John terug naar Nederland. Hij tekende bij RKC Waalwijk.

## Interlandcarrière
In 2009 debuteerde John voor het Nederlands elftal onder 17 jaar tegen Zweden en scoorde tevens in die wedstrijd. Daarna werd John door Albert Stuivenberg geselecteerd om deel te nemen aan het WK onder 17 in Ghana. Hij stond in de eerste twee duels in de basisformatie, het derde groepsduel moest hij vanaf de kant toekijken. Het was tevens het laatste duel van Oranje op het jeugd WK. In de eerste ronde kwam het niet verder dan een derde plaats, wat uiteindelijk niet genoeg bleek om door te gaan.
Op 2 september 2010 debuteerde John voor Oranje onder 19. Tegen Duitsland stond hij in de basisformatie en werd na 71 minuten gewisseld voor Jerry van Ewijk. Het duel eindigde in een 2-2 gelijkspel.
Eind augustus 2011 werd John voor het eerst opgeroepen voor Jong Oranje. Bondscoach Pot riep hem op als vervanger van de geblesseerde Steven Berghuis.
Een paar dagen later debuteerde hij voor het elftal. Tegen Jong Bulgarije viel hij in voor Jerson Cabral. Twee minuten later scoorde Género Zeefuik de enige treffer van de avond. Een paar dagen later kreeg hij een basisplaats van Pot tegen Jong Luxemburg, nadat Cabral met een blessure was afgehaakt. In de 76e minuut werd hij gewisseld voor Lerin Duarte.
Op 15 februari 2012 zat John voor het eerst bij de voorselectie van het 'grote' Oranje. Ruim een week later, op vrijdag 24 februari, haalde hij ook de definitieve selectie voor de oefeninterland tegen Engeland op woensdag 29 februari, net als Luciano Narsingh van PSV. Deze wedstrijd speelde hij echter niet.
Hij was uiteindelijk een van de afvallers bij de eerste schifting die bondscoach Bert van Marwijk maakte voor het EK voetbal 2012. De andere afvallers waren Urby Emanuelson (AC Milan), Hedwiges Maduro (Valencia), Georginio Wijnaldum (PSV), Alexander Büttner (Vitesse), Jasper Cillessen (Ajax), Erwin Mulder (Feyenoord), Nick Viergever (AZ) en Stefan de Vrij (Feyenoord).
Op 1 februari 2013 zat John opnieuw bij de definitieve selectie van Oranje voor een oefenwedstrijd, zij het nu tegen Italië. Bondscoach Louis van Gaal stelde John direct op in de basiself en hij beleefde zo net als Daley Blind en Jonathan de Guzmán op 6 februari zijn interlanddebuut voor het Nederlands elftal.
| Interlands van Ola John   | Interlands van Ola John   | Interlands van Ola John   | Interlands van Ola John   | Interlands van Ola John   | Interlands van Ola John   | Interlands van Ola John   |
| №                         | Datum                     | Wedstrijd                 | Uitslag                   | Soort wedstrijd           | Doelpunten                | Assists                   |
| Als speler bij SL Benfica | Als speler bij SL Benfica | Als speler bij SL Benfica | Als speler bij SL Benfica | Als speler bij SL Benfica | Als speler bij SL Benfica | Als speler bij SL Benfica |
| ------------------------- | ------------------------- | ------------------------- | ------------------------- | ------------------------- | ------------------------- | ------------------------- |
| 1.                        | 6 februari 2013           | Nederland - Italië        | 1 - 1                     | Vriendschappelijk         | 0                         | 0                         |

## Erelijst
- Topscorer B-junioren: 2009
- KNVB beker: 2011 (FC Twente)
- Johan Cruijff Schaal: 2011 (FC Twente)
- Kampioen van Portugal: 2014 en 2015 (Benfica)
- Taça da Liga: 2015 (Benfica)